# Michal Sedláček (fotbalista)
Michal Sedláček (* 27. října 1988, Mladá Boleslav, Československo) je bývalý český fotbalový záložník. Po skončení hráčské kariéry v roce 2023 se stal trenérem divizního mužstva FK Dobrovice.

## Klubové statistiky
Aktuální k 8. června 2012
| Sezona | Klub              | Země  | Soutěž  | Zápasy | Góly |
| ------ | ----------------- | ----- | ------- | ------ | ---- |
| 07/08  | FK Mladá Boleslav | Česko | 1. liga | 3      | 0    |
| 08/09  | FK Mladá Boleslav | Česko | 1. liga | 4      | 0    |
| 09/10  | FK Mladá Boleslav | Česko | 1. liga | 11     | 3    |
| 10/11  | FK Mladá Boleslav | Česko | 1. liga | 13     | 0    |
|        | Bohemians 1905    | Česko | 1. liga | 11     | 1    |
| 11/12  | FC Zbrojovka Brno | Česko | 2. liga | 21     | 3    |
|        | celkem            |       |         | 63     | 7    |